# Tour du Châtel
Pour les articles homonymes, voir Tour Sarrazine et Château de Châtel (homonymie).
Le château d'Hermillon est un ancien château médiéval, dont la fondation remonterait au moins au IXe siècle, aujourd'hui en ruine, dont il ne subsiste que les vestiges d'une tour dite tour du Châtel (ou tour de Bérold ou tour des Sarrazins), qui se dresse sur la commune déléguée du Châtel au sein de la commune nouvelle de La Tour-en-Maurienne, dans le département de la Savoie, en  région Auvergne-Rhône-Alpes.
La tour fait l'objet d'un classement au titre des monuments historiques depuis l'an 1900.

## Toponymie
Le château d'Hermillon est cité en 887 sous la forme castrum Armelionis/Armariolum.

## Localisation
La tour du Châtel est bâtie sur un promontoire situé en rive droite de l'Arc en aval de Saint-Jean-de-Maurienne dans la vallée de la Maurienne. Du fait de la pente raide donnant sur la vallée à l'ouest, son principal accès se fait en contournement par le village d'Hermillon au sud, en direction du Châtel et de Montvernier.

## Histoire
Les différentes dénominations de l'édifice sont dues aux diverses légendes attribuées au site.
Le site semble avoir été occupé par les romains, mais les premières mentions du site remontent au IXe siècle, ou XIIe siècle. La tour subsistante remonterait au XIe siècle et ne serait que les restes du donjon d'un ancien château,. Le site aurait également été rénové par Bérold de Saxe, fondateur de la maison de Savoie, et qui aurait ainsi donné son nom à l'édifice.
Selon le comte de Mareschal de Luciane la vallée de la Maurienne, qui relève des Humbertiens, comtes en Maurienne et de Savoie, est organisée en une châtellenie avec pour centre le château Hermillon, lieu de résidence du châtelain. Par la suite, à partir de 1271, il est mention d'un châtelain d'Aiguebelle également métral de Maurienne et d'Hermillon,. En 1272, ce métral de Maurienne est le châtelain d'Hermillon.
Abandonné au XVIIe siècle, seule la tour est rénovée au XIXe siècle, et elle est classée au titre des monuments historiques par arrêté du 8 mai 1900.
Elle sert de refuge lors de la retraite des allemands en août 1944.

## Description
Dominant la vallée de la Maurienne et Saint-Jean-de-Maurienne, la tour a une emprise carrée de 14,5 mètres de côté et les murs ont une hauteur d'une vingtaine de mètres. La tour a la particularité d'avoir quelques assises en pierres saillantes.